# Discografia di Inna
La discografia di Inna, cantante rumena, è costituita da undici album in studio, tre raccolte, oltre settanta singoli e oltre ottanta video musicali.

## Album

### Album in studio
| Anno                                                         | Titolo e dettagli | Classifiche | Classifiche | Classifiche | Classifiche | Classifiche | Classifiche | Certificazioni |
| Anno                                                         | Titolo e dettagli | FRA         | MEX         | NLD         | POL         | SPA         | UK          | Certificazioni |
| ------------------------------------------------------------ | --- | ----------- | ----------- | ----------- | ----------- | ----------- | ----------- | -------------- |
| 2009                                                         | Hot - Pubblicato: 4 agosto 2009 - Etichetta: Roton - Formato: CD, download digitale                                     | 9           | 54          | 68          | 28          | 77          | 32          | - FRA: Platino |
| 2011                                                         | I Am the Club Rocker - Pubblicato: 19 settembre 2011 - Etichetta: Roton - Formato: CD, download digitale                | 23          | 8           | —           | —           | —           | —           | - POL: Oro     |
| 2013                                                         | Party Never Ends - Pubblicato: 4 marzo 2013 - Etichetta: Roton - Formato: CD, download digitale                         | —           | 10          | —           | —           | —           | —           |                |
| 2015                                                         | Inna - Pubblicato: 30 ottobre 2015 - Etichetta: Empire, Roton - Formato: CD, download digitale, streaming               | —           | 45          | —           | —           | —           | —           |                |
| 2017                                                         | Nirvana - Pubblicato: 11 dicembre 2017 - Etichetta: Global - Formato: CD, download digitale, streaming                  | —           | —           | —           | —           | —           | —           |                |
| 2019                                                         | Yo - Pubblicato: 31 maggio 2019 - Etichetta: Roc Nation, Global - Formato: CD, LP, download digitale, streaming         | —           | —           | —           | —           | —           | —           |                |
| 2020                                                         | Heartbreaker - Pubblicato: 27 novembre 2020 - Etichetta: Global - Formato: Download digitale, streaming                 | —           | —           | —           | —           | —           | —           |                |
| 2022                                                         | Champagne Problems - Pubblicato: 7 gennaio/11 marzo 2022 - Etichetta: Global - Formato: Download digitale, streaming    | —           | —           | —           | —           | —           | —           |                |
| 2023                                                         | Just Dance - Pubblicato: 10 febbraio/14 aprile 2023 - Etichetta: Global - Formato: Download digitale, streaming         | —           | —           | —           | —           | —           | —           |                |
| 2024                                                         | Everything or Nothing - Pubblicato: 1º marzo/19 luglio 2024 - Etichetta: Global - Formato: Download digitale, streaming | —           | —           | —           | —           | —           | —           |                |
| 2024                                                         | El pasado - Pubblicato: 5 aprile 2024 - Etichetta: Global - Formato: LP, download digitale, streaming                   | —           | —           | —           | —           | —           | —           |                |
| "—" indica una pubblicazione non classificata in quel paese. | |             |             |             |             |             |             |                |

### Raccolte
| Anno                                                         | Titolo e dettagli | Classifiche |
| Anno                                                         | Titolo e dettagli | FRA         |
| ------------------------------------------------------------ | --- | ----------- |
| 2015                                                         | The Best Of - Pubblicato: 18 dicembre 2015 - Etichetta: Universal México - Formato: CD, download digitale               | —           |
| 2017                                                         | Summer Hits - Pubblicato: 16 giugno 2017 - Etichetta: Roton - Formato: CD, download digitale                            | —           |
| 2018                                                         | 10 ans de hits ! - Pubblicato: 13 luglio 2018 - Etichetta: Universal France - Formato: CD, download digitale, streaming | 154         |
| "—" indica una pubblicazione non classificata in quel paese. | |             |

## Singoli

### Come artista principale
| Anno                                                                                                | Titolo                                              | Classifiche | Classifiche | Classifiche | Classifiche | Classifiche | Classifiche | Classifiche | Classifiche | Classifiche | Certificazioni                                         | Album di provenienza                   |
| Anno                                                                                                | Titolo                                              | ROU         | FRA         | GER         | ITA         | NLD         | POL         | SPA         | SWE         | UK          | Certificazioni                                         | Album di provenienza                   |
| --------------------------------------------------------------------------------------------------- | --------------------------------------------------- | ----------- | ----------- | ----------- | ----------- | ----------- | ----------- | ----------- | ----------- | ----------- | ------------------------------------------------------ | -------------------------------------- |
| 2008                                                                                                | Hot                                                 | 1           | 6           | 80          | 33          | 4           | ×           | 1           | 14          | 6           | - ITA: Oro - SPA: Oro - SWE: Platino (2) - UK: Argento | Hot                                    |
| 2009                                                                                                | Love                                                | 4           | —           | —           | —           | 31          | ×           | 31          | —           | —           |                                                        | Hot                                    |
| 2009                                                                                                | Déjà vu (solo o con Bob Tyler)                      | 6           | 6           | —           | —           | 9           | ×           | 15          | —           | 60          | - NLD: Oro                                             | Hot                                    |
| 2009                                                                                                | Amazing                                             | 1           | 2           | 36          | 95          | 23          | ×           | —           | —           | 14          |                                                        | Hot                                    |
| 2010                                                                                                | 10 Minutes (feat. Play & Win)                       | 11          | 8           | —           | —           | 76          | ×           | —           | —           | —           |                                                        | Hot                                    |
| 2010                                                                                                | Sun Is Up                                           | 2           | 2           | 26          | 30          | 7           | —           | 22          | 49          | 15          | - ITA: Oro - UK: Oro                                   | I Am the Club Rocker                   |
| 2011                                                                                                | Club Rocker (solo o feat. Flo Rida)                 | 42          | 32          | 55          | 89          | 79          | —           | —           | —           | —           |                                                        | I Am the Club Rocker                   |
| 2011                                                                                                | Un momento (feat. Juan Magán)                       | 12          | 42          | —           | 88          | 98          | —           | 46          | —           | —           |                                                        | I Am the Club Rocker                   |
| 2011                                                                                                | Endless                                             | 5           | —           | —           | —           | —           | —           | —           | —           | —           |                                                        | I Am the Club Rocker                   |
| 2012                                                                                                | Wow                                                 | 10          | —           | —           | —           | —           | —           | —           | —           | —           |                                                        | Party Never Ends                       |
| 2012                                                                                                | Caliente                                            | 84          | —           | —           | 99          | —           | —           | —           | —           | —           |                                                        | Party Never Ends                       |
| 2012                                                                                                | Crazy Sexy Wild                                     | 5           | —           | —           | —           | —           | —           | —           | —           | —           |                                                        | Party Never Ends                       |
| 2012                                                                                                | Inndia (feat. Play & Win)                           | 10          | —           | —           | —           | —           | —           | —           | —           | —           |                                                        | Party Never Ends                       |
| 2013                                                                                                | More than Friends (feat. Daddy Yankee)              | 20          | 92          | —           | 52          | —           | —           | —           | 7           | —           | - SPA: Oro                                             | Party Never Ends                       |
| 2013                                                                                                | Be My Lover (solo o feat. Juan Magán)               | —           | —           | —           | —           | —           | —           | —           | —           | —           |                                                        | Party Never Ends                       |
| 2013                                                                                                | In Your Eyes (feat. Yandel)                         | 44          | —           | —           | —           | —           | —           | 31          | —           | —           |                                                        | Party Never Ends                       |
| 2014                                                                                                | Cola Song (feat. J Balvin)                          | 34          | —           | 77          | 93          | —           | —           | 8           | —           | —           | - SPA: Platino                                         | Body and the Sun Party Never Ends Inna |
| 2014                                                                                                | Good Time                                           | 67          | —           | —           | —           | —           | —           | —           | —           | —           |                                                        | Body and the Sun Party Never Ends Inna |
| 2014                                                                                                | Diggy Down (feat. Marian Hill)                      | 1           | —           | —           | —           | —           | —           | —           | —           | —           |                                                        | Inna Body and the Sun                  |
| 2015                                                                                                | We Wanna (con Alexandra Stan feat. Daddy Yankee)    | 59          | —           | —           | 60          | —           | 13          | 82          | —           | —           | - ITA: Oro                                             | Alesta Inna Unlocked Nirvana           |
| 2015                                                                                                | Bop Bop (feat. Eric Turner)                         | 2           | —           | —           | —           | —           | 94          | —           | —           | —           |                                                        | Inna Body and the Sun                  |
| 2015                                                                                                | Yalla                                               | 13          | —           | —           | —           | —           | —           | —           | —           | —           |                                                        | Inna Body and the Sun                  |
| 2016                                                                                                | Rendez vous                                         | 45          | —           | —           | —           | —           | 12          | —           | —           | —           | - POL: Oro                                             | Inna Body and the Sun                  |
| 2016                                                                                                | Heaven                                              | 4           | —           | —           | —           | —           | —           | —           | —           | —           |                                                        | Nirvana                                |
| 2017                                                                                                | Gimme Gimme                                         | 16          | —           | —           | —           | —           | —           | —           | —           | —           |                                                        | Nirvana                                |
| 2017                                                                                                | Ruleta (feat. Erik)                                 | 3           | —           | —           | —           | —           | —           | —           | —           | —           |                                                        | Nirvana                                |
| 2017                                                                                                | Nirvana                                             | 2           | —           | —           | —           | —           | —           | —           | —           | —           |                                                        | Nirvana                                |
| 2018                                                                                                | Me gusta                                            | 89          | —           | —           | —           | —           | —           | —           | —           | —           |                                                        | /                                      |
| 2018                                                                                                | Pentru că (feat. The Motans)                        | 3           | —           | —           | —           | —           | —           | —           | —           | —           |                                                        | /                                      |
| 2018                                                                                                | No Help                                             | 65          | —           | —           | —           | —           | —           | —           | —           | —           |                                                        | Nirvana                                |
| 2018                                                                                                | Ra                                                  | 71          | —           | —           | —           | —           | —           | —           | —           | —           |                                                        | Yo                                     |
| 2018                                                                                                | Iguana                                              | 4           | —           | —           | —           | —           | —           | —           | —           | —           |                                                        | Yo                                     |
| 2019                                                                                                | Sin ti                                              | —           | —           | —           | —           | —           | —           | —           | —           | —           |                                                        | Yo                                     |
| 2019                                                                                                | Tu manera                                           | —           | —           | —           | —           | —           | —           | —           | —           | —           |                                                        | Yo                                     |
| 2019                                                                                                | Te vas                                              | 36          | —           | —           | —           | —           | —           | —           | —           | —           |                                                        | Yo                                     |
| 2019                                                                                                | Bebe (con Vinka)                                    | 1           | —           | —           | —           | —           | —           | —           | —           | —           |                                                        | /                                      |
| 2020                                                                                                | Not My Baby                                         | 33          | —           | —           | —           | —           | —           | —           | —           | —           |                                                        | /                                      |
| 2020                                                                                                | VKTM (con Sickotoy e TAG)                           | 92          | —           | —           | —           | —           | —           | —           | —           | —           |                                                        | /                                      |
| 2020                                                                                                | Discoteka (con Minelli)                             | 62          | —           | —           | —           | —           | —           | —           | —           | —           |                                                        | /                                      |
| 2020                                                                                                | Read My Lips (feat. Farina)                         | 10          | —           | —           | —           | —           | —           | —           | —           | —           |                                                        | /                                      |
| 2021                                                                                                | Flashbacks                                          | 4           | —           | —           | —           | —           | —           | —           | —           | —           |                                                        | Heartbreaker                           |
| 2021                                                                                                | Cool Me Down (con Gromee)                           | —           | —           | —           | —           | —           | 2           | —           | —           | —           | - POL: Oro                                             | Tiny Sparks                            |
| 2021                                                                                                | It Don't Matter (con Alok e i Sofi Tukker)          | —           | —           | —           | —           | —           | 3           | —           | —           | —           | - POL: Platino                                         | /                                      |
| 2021                                                                                                | Maza (solo o con Black M o con Thutmose)            | 43          | —           | —           | —           | —           | —           | —           | —           | —           |                                                        | Heartbreaker                           |
| 2021                                                                                                | Papa (con Sickotoy e Elvana Gjata)                  | 18          | —           | —           | —           | —           | —           | —           | —           | —           |                                                        | /                                      |
| 2021                                                                                                | Up (solo o con Sean Paul)                           | 1           | 125         | —           | —           | —           | 1           | —           | —           | —           | - POL: Platino                                         | /                                      |
| 2022                                                                                                | Lalele                                              | —           | —           | —           | —           | —           | —           | —           | —           | —           |                                                        | /                                      |
| 2022                                                                                                | Déjà Vu (con Yves V e Janieck)                      | —           | —           | —           | —           | —           | —           | —           | —           | —           |                                                        | /                                      |
| 2022                                                                                                | Tare (con The Motans)                               | 1           | —           | —           | —           | —           | —           | —           | —           | —           |                                                        | /                                      |
| 2022                                                                                                | Talk (con Ilkay Sencan)                             | —           | —           | —           | —           | —           | —           | —           | —           | —           |                                                        | /                                      |
| 2022                                                                                                | Hello Hello (con Melon)                             | —           | —           | —           | —           | —           | —           | —           | —           | —           |                                                        | /                                      |
| 2022                                                                                                | Blow It Up (con Timmy Trumpet e Love Harder)        | —           | —           | —           | —           | —           | —           | —           | —           | —           |                                                        | /                                      |
| 2022                                                                                                | Yummy (solo o con Stefflon Don e/o Dhurata Dora)    | —           | —           | —           | —           | —           | —           | —           | —           | —           |                                                        | /                                      |
| 2023                                                                                                | Rock My Body (con R3hab e i Sash!)                  | 2           | 32          | —           | —           | 21          | —           | —           | 79          | —           | - FRA: Platino - POL: Platino                          | /                                      |
| 2023                                                                                                | Bad Girls (con Sickotoy e Antonia feat. Eva Timush) | —           | —           | —           | —           | —           | —           | —           | —           | —           |                                                        | /                                      |
| 2023                                                                                                | Dance Alone (con The Victor)                        | —           | —           | —           | —           | —           | —           | —           | —           | —           |                                                        | /                                      |
| 2023                                                                                                | The Love (con David Puentez)                        | —           | —           | —           | —           | —           | —           | —           | —           | —           |                                                        | /                                      |
| 2024                                                                                                | Cheeky                                              | —           | —           | —           | —           | —           | —           | —           | —           | —           |                                                        | Everything or Nothing                  |
| 2024                                                                                                | Stuck in Limbo (con i Vinai e Jayover)              | —           | —           | —           | —           | —           | —           | —           | —           | —           |                                                        | /                                      |
| 2024                                                                                                | Queen of My Castle (con i Kris Kross Amsterdam)     | —           | 74          | —           | —           | 32          | —           | —           | —           | —           | - FRA: Oro - NLD: Oro                                  | /                                      |
| 2024                                                                                                | Take Me Home (Know You Better) (con Makar)          | —           | —           | —           | —           | —           | —           | —           | —           | —           |                                                        | /                                      |
| 2024                                                                                                | Bilet doar dus                                      | 6           | —           | —           | —           | —           | —           | —           | —           | —           |                                                        | /                                      |
| 2025                                                                                                | Let It Talk to Me (con Sean Paul)                   | 6           | —           | —           | —           | —           | —           | —           | —           | —           |                                                        | /                                      |
| 2025                                                                                                | Echo (con Babasha)                                  | —           | —           | —           | —           | —           | —           | —           | —           | —           |                                                        | Atipic                                 |
| 2025                                                                                                | I'll Be Waiting (con R3hab)                         | 10          | —           | —           | —           | —           | —           | —           | —           | —           |                                                        | /                                      |
| 2025                                                                                                | Mayana (con MoBlack)                                | —           | —           | —           | —           | —           | —           | —           | —           | —           |                                                        | /                                      |
| "—" indica una pubblicazione non classificata in quel paese. "×" indica una classifica inesistente. |                                                     |             |             |             |             |             |             |             |             |             |                                                        |                                        |

### Come artista ospite
| Anno                                                         | Titolo                                                        | Classifiche | Album di provenienza             |
| Anno                                                         | Titolo                                                        | ROU         | Album di provenienza             |
| ------------------------------------------------------------ | ------------------------------------------------------------- | ----------- | -------------------------------- |
| 2013                                                         | Boom Boom (Brian Cross featuring Inna)                        | —           | Pop Star Party Never Ends        |
| 2013                                                         | Piñata 2014 (Andreas Schuller feat. Inna)                     | —           | Russ Dekknavn 2014               |
| 2014                                                         | Strigă! (Puya feat. Inna)                                     | 2           | /                                |
| 2014                                                         | Fie ce-o fi (Dara feat. Inna, Antonia & Carla's Dreams)       | 55          | /                                |
| 2014                                                         | Summer in December (Morandi feat. Inna)                       | 80          | Inna Body and the Sun            |
| 2015                                                         | Mai stai (3 Sud Est feat. Inna)                               | 25          | Epic                             |
| 2017                                                         | Show Me the Way (Marco & Seba feat. Inna)                     | 44          | /                                |
| 2017                                                         | Tu și eu (Carla's Dreams feat. Inna)                          | 53          | Antiexemplu Nirvana              |
| 2017                                                         | Fade Away (Sam Feldt e Lush & Simon feat. Inna)               | —           | Sunrise                          |
| 2017                                                         | Nota de plată (The Motans feat. Inna)                         | 6           | My Gorgeous Drama Queens Nirvana |
| 2018                                                         | Stay (Dannic feat. Inna)                                      | —           | /                                |
| 2019                                                         | Baila conmigo (Yellow Claw feat. Saweetie, Inna & Jenn Morel) | —           | Never Dies                       |
| 2021                                                         | Summer's Not Ready (Flo Rida feat. Inna & Timmy Trumpet)      | —           | /                                |
| "—" indica una pubblicazione non classificata in quel paese. |                                                               |             |                                  |

### Singoli promozionali
| Anno                                                         | Titolo                               | Classifiche | Classifiche | Album di provenienza                   |
| Anno                                                         | Titolo                               | ROU         | FRA         | Album di provenienza                   |
| ------------------------------------------------------------ | ------------------------------------ | ----------- | ----------- | -------------------------------------- |
| 2009                                                         | I Need You for Christmas             | —           | —           | Hot                                    |
| 2012                                                         | OK                                   | —           | 185         | Party Never Ends                       |
| 2012                                                         | Alright                              | —           | —           | Party Never Ends                       |
| 2012                                                         | Oare                                 | —           | —           | Party Never Ends                       |
| 2012                                                         | J'adore                              | —           | —           | Party Never Ends                       |
| 2013                                                         | Spre mare                            | 19          | —           | Party Never Ends                       |
| 2014                                                         | Take Me Higher                       | —           | —           | Body and the Sun Party Never Ends Inna |
| 2014                                                         | Low                                  | —           | —           | Inna Body and the Sun                  |
| 2014                                                         | Devil's Paradise                     | —           | —           | Inna Body and the Sun                  |
| 2014                                                         | Tell Me                              | —           | —           | Inna Body and the Sun                  |
| 2014                                                         | Body and the Sun                     | —           | —           | Inna Body and the Sun                  |
| 2014                                                         | Summer Days                          | —           | —           | Inna                                   |
| 2014                                                         | Fata din rândul trei                 | 33          | —           | /                                      |
| 2016                                                         | Cum ar fi?                           | 33          | —           | Nirvana                                |
| 2020                                                         | Sober                                | —           | —           | /                                      |
| 2022                                                         | Magical Love                         | —           | —           | /                                      |
| 2022                                                         | Wherever You Go (solo o con Reynmen) | —           | —           | /                                      |
| 2023                                                         | My Crystal Nails                     | —           | —           | /                                      |
| 2023                                                         | Party Songs (con Gamuel Sori)        | —           | —           | /                                      |
| "—" indica una pubblicazione non classificata in quel paese. |                                      |             |             |                                        |

## Altri brani entrati in classifica
| Anno | Titolo                                 | Classifiche | Album di provenienza  |
| Anno | Titolo                                 | ROU         | Album di provenienza  |
| ---- | -------------------------------------- | ----------- | --------------------- |
| 2013 | P.O.H.U.I. (Carla's Dreams feat. Inna) | 3           | Ngoc Party Never Ends |

## Video musicali
| Anno | Titolo                                                  | Regista                                                  |
| ---- | ------------------------------------------------------- | -------------------------------------------------------- |
| 2008 | Hot                                                     | Florin Botea                                             |
| 2009 | Love                                                    | Bogdan Bobo Bărbulescu                                   |
| 2009 | Déjà vu (con Bob Tyler)                                 | Tom Boxer                                                |
| 2009 | Amazing                                                 | Tom Boxer                                                |
| 2009 | I Need You for Christmas                                | Tom Boxer                                                |
| 2010 | 10 Minutes                                              | Paul Boyd                                                |
| 2010 | Sun Is Up                                               | Alex Herron                                              |
| 2011 | Club Rocker (feat. Flo Rida)                            | Alex Herron                                              |
| 2011 | Un momento (feat. Juan Magán)                           | Alex Herron                                              |
| 2011 | Endless                                                 | Alex Herron                                              |
| 2012 | Wow                                                     | Alex Herron                                              |
| 2012 | Caliente                                                | Hamid Bechir e John Perez                                |
| 2012 | Crazy Sexy Wild                                         | Edward Aninaru                                           |
| 2012 | Tu şi eu                                                | Edward Aninaru                                           |
| 2012 | Inndia (feat. Play & Win)                               | Edward Aninaru                                           |
| 2012 | J'adore                                                 | Edward Aninaru                                           |
| 2013 | More than Friends                                       | Edward Aninaru                                           |
| 2013 | P.O.H.U.I. (Carla's Dreams feat. Inna)                  | Sergiu Barajin                                           |
| 2013 | Dame tu amor                                            | Inna e Khaled Mokhtar                                    |
| 2013 | Spre mare                                               | Bogdan Daragiu e Khaled Mokhtar                          |
| 2013 | Be My Lover (feat. Juan Magán)                          | Inna e Khaled Mokhtar                                    |
| 2013 | In Your Eyes (feat. Yandel)                             | Barna Némethi                                            |
| 2014 | Cola Song (feat. J Balvin)                              | John Perez                                               |
| 2014 | Good Time (feat. Pitbull)                               | Barna Némethi                                            |
| 2014 | Fata din rândul trei                                    | Bogdan Daragiu                                           |
| 2014 | Strigă! (Puya feat. Inna)                               | Marian Crisan, Tudor Mircea, Bogdan Daragiu e John Perez |
| 2014 | Diggy Down                                              | Michael Mircea                                           |
| 2014 | Fie ce-o fi (Dara feat. Inna, Antonia & Carla's Dreams) | Bogdan Daragiu                                           |
| 2014 | Summer in December (Morandi feat. Inna)                 | Mihael Mircea                                            |
| 2015 | Mai stai (3 Sud Est feat. Inna)                         | Bogdan Daragiu                                           |
| 2015 | We Wanna (con Alexandra Stan feat. Daddy Yankee)        | Khaled Mokhtar, David Gal e Dimitri Caceaune             |
| 2015 | Bop Bop (feat. Eric Turner)                             | Dimitri Caceaune, John Perez e David Gal                 |
| 2015 | Nu sunt (con Nicoleta Nuca e Antonia)                   | —                                                        |
| 2015 | Yalla                                                   | Barna Nemethi                                            |
| 2016 | Rendez vous                                             | Michael Abt e John Perez                                 |
| 2016 | Bad Boys                                                | Khaled Mokhtar                                           |
| 2016 | Heaven                                                  | John Perez                                               |
| 2016 | Say It with Your Body                                   | —                                                        |
| 2017 | Gimme Gimme                                             | Edward Aninaru                                           |
| 2017 | Show Me the Way (Marco & Seba feat. Inna)               | Khaled Mokhtar                                           |
| 2017 | Tu și eu (Carla's Dreams feat. Inna)                    | Roman Burlaca                                            |
| 2017 | Fade Away (Sam Feldt e Lush & Simon feat. Inna)         | Barna Nemethi                                            |
| 2017 | Ruleta                                                  | Barna Nemethi                                            |
| 2017 | Nota de plată (The Motans feat. Inna)                   | Ionuț Trandafir                                          |
| 2017 | Nirvana                                                 | Bogdan Păun                                              |
| 2018 | Me gusta                                                | Barna Nemethi                                            |
| 2018 | Pentru că (feat. The Motans)                            | Bogdan Păun                                              |
| 2018 | No Help                                                 | Bogdan Păun                                              |
| 2018 | Ra                                                      | Bogdan Păun                                              |
| 2018 | Iguana                                                  | Bogdan Păun                                              |
| 2018 | Sin ti                                                  | Bogdan Păun                                              |
| 2019 | Tu manera                                               | Bogdan Păun                                              |
| 2019 | Te vas                                                  | Bogdan Păun                                              |
| 2019 | Fuego                                                   | Bogdan Păun                                              |
| 2019 | Gitana                                                  | Bogdan Păun                                              |
| 2019 | Si, mama                                                | Bogdan Păun                                              |
| 2019 | Contigo                                                 | Bogdan Păun                                              |
| 2019 | Locura                                                  | Bogdan Păun                                              |
| 2019 | La vida                                                 | Bogdan Păun                                              |
| 2019 | Bebe (con Vinka)                                        | Bogdan Păun                                              |
| 2020 | Not My Baby                                             | Bogdan Păun                                              |
| 2020 | Sober                                                   | Bogdan Păun                                              |
| 2020 | VKTM (con Sickotoy e TAG)                               | Bogdan Păun                                              |
| 2020 | Discoteka (con Minelli)                                 | Bogdan Păun                                              |
| 2020 | Read My Lips (feat. Farina)                             | Bogdan Păun, Jhonatan Abraham e Jhon Nael                |
| 2021 | Flashbacks                                              | Bogdan Păun                                              |
| 2021 | Cool Me Down (con Gromee)                               | Maciej Zdrojewski                                        |
| 2021 | Oh My God                                               | —                                                        |
| 2021 | Maza                                                    | Bogdan Păun                                              |
| 2021 | Papa (con Sickotoy e Elvana Gjata)                      | Bogdan Păun                                              |
| 2021 | Aici (con i Carla's Dreams e Irina Rimes)               | Bogdan Păun                                              |
| 2021 | De dragul tău                                           | Kobzzon                                                  |
| 2021 | Up (con Sean Paul)                                      | Bogdan Păun                                              |
| 2022 | Lalele                                                  | Dorin Marcu                                              |
| 2022 | Tare                                                    | Bogdan Păun                                              |
| 2022 | Talk (con Ilkay Sencan)                                 | Bogdan Păun                                              |
| 2023 | Yummy (con Stefflon Don e Dhurata Dora)                 | Bogdan Păun                                              |
| 2023 | My Crystal Nails                                        | Bogdan Păun                                              |
| 2023 | Rock My Body (con R3hab e i Sash!)                      | Jimachez                                                 |
| 2023 | Party Songs (con Gamuel Sori)                           | —                                                        |
| 2023 | Dance Alone (con The Victor)                            | Jimachez                                                 |
| 2024 | Cheeky                                                  | Paul Tatcu                                               |
| 2024 | Stuck in Limbo (con i Vinai e Jayover)                  | Khaled                                                   |
| 2024 | Queen of My Castle (con i Kris Kross Amsterdam)         | Cristian Miron                                           |
| 2025 | Let It Talk to Me (con Sean Paul)                       | Bogdan Paun                                              |
| 2025 | Echo (con Babasha)                                      | Bogdan Paun                                              |
| 2025 | I'll Be Waiting (con R3hab)                             | Bogdan Paun                                              |